# Скарабеоидные
Скарабеоидные (лат. Scarabaeoidea) — единственное надсемейство жесткокрылых в инфраотряде Scarabaeiformia Crowson, 1960. Надсемейство содержит в себе более 35 000 видов, к которым ежегодно добавляются ещё примерно 200 видов. В ископаемом состоянии известно с поздней юры.

## Систематика
Поскольку семейства и подсемейства скарабеидных активно оспариваются, классификация семейств в разных странах может быть разная. В связи с этим списки семейств и подсемейств часто меняются.
На территории России встречаются следующие семейства надсемейства Scarabaeoidea:
- Рогачи (Lucanidae) (18 видов)
- Падальники (Trogidae) (8 видов)
- Пескожилы (Glaresidae) (2 вида)
- Навозники-землерои (Geotrupidae) (20 видов)
- Оходеиды (Ochodaeidae) (5 видов)
- Гибосориды (Hybosoridae) (1 вид)
- Мохнатые хрущики (Glaphyridae) (5 видов)
- Пластинчатоусые (Scarabaeidae) (435 видов)

В скобках указано количество представителей семейств, обитающих в России.

### Американская систематика
Согласно американской классификации:
Надсемейство: Скарабеоидные (Scarabaeoidea) Latreille, 1802
- Семейство: Pleocomidae Leconte, 1861
  - Подсемейство: Pleocominae Leconte, 1861
- Семейство: Навозники-землерои (Geotrupidae) Latreille, 1802
  - Подсемейство: Taurocerastinae Germain, 1897
  - Подсемейство: Bolboceratinae Mulsant, 1842
    - Триба: Bolboceratini Mulsant, 1842
    - Триба: Athyreini Howden & Martinez, 1963
    - Триба: Bolbochromini Nikolajev, 1970
    - Триба: Gilletinini Nikolajev, 1990
    - Триба: Eubolbitini Nikolajev, 1970
    - Триба: Bolbelasmini Nikolajev, 1996
    - Триба: Australobolbini Nikolajev, 1996
    - Триба: Eucanthini Nikolajev, 2002
    - Триба: Stenaspidiini Nikolajev, 2003

  - Подсемейство: Geotrupinae Latreille, 1802
    - Триба: Geotrupini Latreille, 1802
    - Триба: Lethrini Mulsant & Rey, 1871
    - Триба: Chromogeotrupini Zunino, 1984
    - Триба: Ceratotrupini Zunino, 1984
- Семейство: Belohinidae Paulian, 1959
- Семейство: Сахарные жуки (Passalidae) Leach, 1815
  - Подсемейство: Aulacocyclinae Kaup, 1868
    - Триба: Aulacocyclini Kaup, 1868
    - Триба: Ceracupini Boucher, 2005

  - Подсемейство: Passalinae Leach, 1815
    - Триба: Proculini Kaup, 1868

= Pseudacanthini Kaup, 1871 = Oileini Kuwert, 1891 = Sertoriini Kuwert, 1891 = Unduliferini Kuwert, 1891 = Veturiini Kuwert, 1891 = Popiliini Kuwert, 1896 = Proculejini Kuwert, 1896 = Spuriinae Kuwert, 1896 = Vindicini Kuwert, 1896
- -     - Триба: Passalini Leach, 1815

= Neleini Kaup, 1869 = Pertinacini Kaup, 1871 = Phoroneini Kaup, 1871 = Mitrorhini Kuwert, 1891 = Paxillini Kuwert, 1891 = Petrejini Kuwert, 1891 = Neleidini Kuwert, 1896 = Ptichopodini Kuwert, 1896 = Rhodocanthopini Kuwert, 1896 = Vatiniini Kuwert, 1896
- -     - Триба: Solenocyclini Kaup, 1871

= Eriocnemini Kaup, 1871 = Stephanocephalini Kaup, 1871 = Ciceroniini Kuwert, 1891 = Erionomini Kuwert, 1891 = Flaminiini Kuwert, 1891 = Semicyclini Kuwert, 1891 = Gnaphalocnemini Gravely, 1914
- -     - Триба: Leptaulacini Kaup, 1871
    - Триба: Macrolinini Kaup, 1871

= Aceraiini Kaup, 1871 = Gonatini Kuwert, 1891 = Mastachilini Kuwert, 1891 = Pharochilini Kuwert, 1891 = Tarquiniini Kuwert, 1891 = Vellejini Kuwert, 1891 = Aureliini Kuwert, 1896 = Lachini Kuwert, 1896 = Pelopini Kuwert, 1896 = Pleurariini Kuwert, 1896 = Austropassalini Mjoeberg, 1917
- Семейство: Падальники (Trogidae Macleay, 1819
  - Подсемейство: Troginae Macleay, 1819
  - Подсемейство: Omorginae Nikolajev, 2005
- Семейство: Пескожилы (Glaresidae) Kolbe, 1905
- Семейство: Diphyllostomatidae Holloway, 1972
- Семейство: Рогачи (Lucanidae) Latreille, 1804
  - Подсемейство: Aesalinae Macleay, 1819
    - Триба: Aesalini Macleay, 1819
    - Триба: Ceratognathini Sharp, 1899
    - Триба: Nicagini Leconte, 1861

  - Подсемейство: Syndesinae Macleay, 1819

= Sinodendrinae Mulsant, 1842 = Ceruchinae Jacquelin Du Val & Fairmaire, 1859
- - Подсемейство: Lampriminae Macleay, 1819
    - Триба: Lamprimini Macleay, 1819
    - Триба: Streptocerini Kikuta, 1986

  - Подсемейство: Lucaninae Latreille, 1804

= Platycerinae Mulsant, 1842 = Chiasognathinae Burmeister, 1847 = Figulinae Burmeister, 1847 = Dorcinae Parry, 1864 = Cladognathinae Parry, 1870 = Odontolabinae Parry, 1870 = Rhaetulinae Miwa, 1931 = Systenocerinae Portevin, 1931 = Penichrolucaninae Arrow, 1950 = Dendeziinae Benesh, 1955 = Lissotinae Benesh, 1955 = Sclerostominae Benesh, 1955 = Scortizinae Benesh, 1955 = Pholidotinae Kikuta, 1986 = Brasilucaninae Nikolajev, 1999
- Семейство: Оходеиды (Ochodaeidae) Mulsant & Rey, 1871
  - Подсемейство: Ochodaeinae Mulsant & Rey, 1871
    - Триба: Ochodaeini Mulsant & Rey, 1871
    - Триба: Enodognathini Scholtz, 1988

  - Подсемейство: Chaetocanthinae Scholtz, 1988
    - Триба: Chaetocanthini Scholtz, 1988
    - Триба: Pseudochodaeini Scholtz, 1988
    - Триба: Synochodaeini Scholtz, 1988
- Семейство: Гибосориды (Hybosoridae) Erichson, 1847
  - Подсемейство: Anaidinae Nikolajev, 1996

= Cryptogeniinae Howden, 2001
- - Подсемейство: Ceratocanthinae Martinez, 1968
    - Триба: Ceratocanthini Martinez, 1968

= Acanthocerini Lacordaire, 1856
- -     - Триба: Scarabatermitini Nikolajev, 1999
    - Триба: Ivieolini Howden & Gill, 2000

  - Подсемейство: Hybosorinae Erichson, 1847
  - Подсемейство: Liparochrinae Ocampo, 2006
  - Подсемейство: Pachyplectrinae Ocampo, 2006
- Семейство: Мохнатые хрущики (Glaphyridae) Macleay, 1819
  - Подсемейство: Glaphyrinae Macleay, 1819
- Семейство: Пластинчатоусые (Scarabaeidae) Latreille, 1802
  - Подсемейство: Chironinae Blanchard, 1845
  - Подсемейство: Пескожилы (Aegialiinae) Laporte, 1840

= Silluviinae Landin, 1949
- - Подсемейство: Eremazinae Iablokoff-Khnzorian, 1977
    - †Yixianscarabaeus

  - Подсемейство: Афодиины (Aphodiinae) Leach, 1815
    - Триба: Aphodiini Leach, 1815
    - Подтриба: Aphodiina Leach, 1815
    - Подтриба: Didactyliina Pittino, 1985
    - Подтриба: Proctophanina Stebnicka & Howden, 1995
    - Триба: Corythoderini Schmidt, 1910
    - Триба: Eupariini Schmidt, 1910

= Ataeniini Harold, 1868 = Lomanoxiini Stebnicka, 1999
- -     - Триба: Odontolochini Stebnicka & Howden, 1996
    - Триба: Odochilini Rakovic, 1987
    - Триба: Psammodiini Mulsant, 1842
    - Подтриба: Psammodiina Mulsant, 1842

=Psammobiina Schmidt, 1910
- -     - Подтриба: Rhyssemina Pittino & Mariani, 1986
    - Триба: Rhyparini Schmidt, 1910
    - Триба: Stereomerini Howden & Storey, 1992
    - Триба: Termitoderini Tangelder & Krikken, 1982
    - Триба: Thinorycterini Semenov & Reichardt
    - Триба: Phycochini Landin, 1960

  - Подсемейство: Aulonocneminae Janssens, 1946
  - Подсемейство: Termitotroginae Wasmann, 1918
  - Подсемейство: Скарабеины (Scarabaeinae) Latreille, 1802
    - Триба: Eucraniini Burmeister, 1873

= Ennearabdini Pereira & Martinez, 1956
- -     - Триба: Gymnopleurini Lacordaire, 1856
    - Триба: Eurysternini Vulcano, Martinez, & Pereira, 1961
    - Триба: Canthonini Van Lansberge, 1874

= Deltochilini Lacordaire, 1856 = Epilissini Van Lansberge, 1874 = Panelini Arrow, 1931
- -     - Триба: Coprini Leach, 1815

= Coptodactylini Janssens, 1946
- -     - Триба: Ateuchini Laporte, 1840

= Scatonomini Lacordaire, 1856 = Choeridiini Harold, 1867 = Pinotini Kolbe, 1905
- -     - Триба: Oniticellini Kolbe, 1905
    - Подтриба: Drepanocerina Van Lansberge, 1875
    - Подтриба: Oniticellina Kolbe, 1905
    - Подтриба: Helictopleurina Janssens, 1946
    - Триба: Onitini Laporte, 1840
    - Триба: Onthophagini Burmeister, 1846

= Alloscelini Janssens, 1946
- -     - Триба: Scarabaeini Latreille, 1802

= Pachysomatini Ferreira, 1953 = Actinophorini Adam, 2003
- -     - Триба: Phanaeini Kolbe, 1905
    - Триба: Sisyphini Mulsant, 1842

  - Подсемейство: Динамоподины (Dynamopodinae) Arrow, 1911
  - Подсемейство: Phaenomeridinae Erichson, 1847
  - Подсемейство: Orphninae Erichson, 1847
    - Триба: Orphnini Erichson, 1847
    - Триба: Aegidiini Paulian, 1984

  - Подсемейство: Allidiostomatinae Arrow, 1940

= Idiostomatinae Arrow, 1904
- - Подсемейство: Aclopinae Blanchard, 1850
    - Триба: Aclopini Blanchard, 1850
    - Триба: Phaenognathini Iablokoff-Khnzorian, 1977

  - Подсемейство: Хрущи (Melolonthinae) Leach, 1819
    - Триба: Pachypodini Erichson, 1840
    - Триба: Lichniini Burmeister, 1844
    - Триба: Euchirini Hope, 1840
    - Триба: Systellopini Sharp, 1877
    - Триба: Chasmatopterini Lacordaire, 1856
    - Триба: Oncerini Leconte, 1861
    - Триба: Podolasiini Howden, 1997

= Lasiopodini Leconte, 1856
- -     - Триба: Ablaberi Blanchard, 1850 = Camentini Machatschke, 1959
    - Триба: Sericini Kirby, 1837
    - Подтриба: Phyllotocina Burmeister, 1855
    - Подтриба: Sericina Kirby, 1837

=Homalopliina Burmeister, 1855 =Astaenina Burmeister, 1855
- -     - Подтриба: Trochalina Brenske, 1898
    - Триба: Phyllotocidiini Britton, 1957
    - Триба: Diphucephalini Laporte, 1840
    - Триба: Comophorinini Britton, 1957
    - Триба: Stethaspini Burmeister, 1855

= Xylonichini Britton, 1957
- -     - Триба: Automoliini Britton, 1978

= Caulobiini Burmeister, 1855 = Automolini Britton, 1957
- -     - Триба: Maechidiini Burmeister, 1855
    - Триба: Liparetrini Burmeister, 1855

= Haplonychini Burmeister, 1855 = Allarini Britton, 1955 = Colpochilini Britton, 1957
- -     - Триба: Scitalini Britton, 1957
    - Триба: Pachytrichini Burmeister, 1855
    - Триба: Sericoidini Erichson, 1847
    - Триба: Heteronychini Lacordaire, 1856
    - Триба: Diplotaxini Kirby, 1837

= Apogoniini Blanchard, 1851 = Liogenini Blanchard, 1851
- -     - Триба: Melolonthini Leach, 1819
      - Подтриба: Schizonychina Burmeister, 1855
      - Подтриба: Enariina Dewailly, 1950
      - Подтриба: Heptophyllina Medvedev, 1951
      - Подтриба: Pegylina Lacroix, 1989
      - Подтриба: Rhizotrogina Burmeister, 1855
      - Подтриба: Leucopholina Burmeister, 1855
      - Подтриба: Melolonthina Leach, 1819

=Polyphyllina Burmeister, 1855 =Tostegopterina Leconte, 1861 =Psilonychini Peringuey, 1904
- -     - Триба: Pachydemini Burmeister, 1855

= Elaphocerini Blanchard, 1851 = Achloini Burmeister, 1855 = Cephalotrichiini Burmeister, 1855 = Leptopodini Burmeister, 1855 = Macrophyllini Burmeister, 1855 = Sparrmanniini Peringuey, 1904
- -     - Триба: Macrodactylini Kirby, 1837

= Ceraspini Burmeister, 1855 = Dichelonychini Burmeister, 1855 = Dicraniini Burmeister, 1855 = Isonychini Burmeister, 1855 = Microcraniini Burmeister, 1855 = Plectrini Burmeister, 1855 = Clavipalpini Lacordaire, 1856
- -     - Триба: Diphycerini Medvedev, 1952
    - Триба: Hopliini Latreille, 1829
      - Подтриба: Pachycnemina Laporte, 1840

=Anisonychina Burmeister, 1844
- -     -       - Подтриба: Hopliina Latreille, 1829

=Gymnolomina Burmeister, 1844 =Heterochelina Burmeister, 1844 =Lepisiina Burmeister, 1844 =Scelophysina Peringuey, 1902
- -     - Триба: Colymbomorphini Blanchard, 1850
    - Триба: Tanyproctini Erichson, 1847

  - Подсемейство: Хлебные жуки и хрущики (Rutelinae) Macleay, 1819
    - Триба: Rutelini Macleay, 1819
      - Подтриба: Areodina Burmeister, 1844
      - Подтриба: Heterosternina Bates, 1888

=Macropnina Horn, 1866
- -     -       - Подтриба: Didrepanephorina Ohaus, 1918
      - Подтриба: Lasiocalina Ohaus, 1918
      - Подтриба: Parastasiina Burmeister, 1844
      - Подтриба: Oryctomorphina Burmeister, 1847
      - Подтриба: Desmonychina Arrow, 1917
      - Подтриба: Rutelina Macleay, 1819

=Chasmodiina Burmeister, 1844 =Chrysophorina Burmeister, 1844 =Macraspidina Burmeister, 1844 =Pelidnotina Burmeister, 1844 =Anticheirina Lacordaire, 1856 =Plusiotina Bates, 1888 =Fruhstorferiina Ohaus, 1918
- -     - Триба: Anatistini Imhoff, 1856

= Spodochlamyini Ohaus, 1918
- -     - Триба: Anoplognathini Macleay, 1819
      - Подтриба: Anoplognathina Macleay, 1819
      - Подтриба: Schizognathina Ohaus, 1918
      - Подтриба: Phalangogoniina Ohaus, 1918
      - Подтриба: Platycoeliina Burmeister, 1844
      - Подтриба: Brachysternina Burmeister, 1844

    - Триба: Geniatini Burmeister, 1844

= Leucothyreini Burmeister, 1844
- -     - Триба: Alvarengiini Frey, 1975
    - Триба: Anomalini Streubel, 1839
      - Подтриба: Anomalina Streubel, 1839

=Euchlorina Hope, 1839 =Dilophochilina Ohaus, 1918
- -     -       - Подтриба: Popilliina Ohaus, 1918
      - Подтриба: Isopliina Peringuey, 1902
      - Подтриба: Anisopliina Burmeister, 1844
      - Подтриба: Leptohopliina Potts, 1974

    - Триба: Adoretini Burmeister, 1844
      - Подтриба: Adorrhinyptiina Arrow, 1917
      - Подтриба: Adoretina Burmeister, 1844

=Adorodociina Ohaus, 1912 =Adoroleptina Ohaus, 1912 =Pseudadoretina Ohaus, 1912 =Scaphorhinadoretina Ohaus, 1912
- -     -       - Подтриба: Pachyrhinadoretina Ohaus, 1912
      - Подтриба: Trigonostomina Ohaus, 1912
      - Подтриба: Prodoretina Ohaus, 1912

  - Подсемейство: Дупляки (Dynastinae) Macleay, 1819
    - Триба: Hexodontini Lacordaire, 1856
    - Триба: Cyclocephalini Laporte, 1840

= Chalepini Burmeister, 1847 = Peltonotini Arrow, 1917 = Acrobolbiini Ohaus, 1918
- -     - Триба: Dynastini Macleay, 1819

= Xylotrupini Hope, 1845 = Megasomatidae Imhoff, 1856
- -     - Триба: Oryctini Mulsant, 1842

= Megacerini Burmeister, 1847 = Strategini Burmeister, 1847
- -     - Триба: Oryctoderini Endroedi, 1966
    - Триба: Pentodontini Mulsant, 1842
      - Подтриба: Pentodontina Mulsant, 1842

=Bothynina Burmeister, 1847 =Pimelopodina Burmeister, 1847 =Podalgina Burmeister, 1847 =Metanastina Carne, 1957
- -     -       - Подтриба: Cheiroplatina Carne, 1957
      - Подтриба: Dipelicina Carne, 1957
      - Подтриба: Pseudoryctina Carne, 1957

    - Триба: Agaocephalini Burmeister, 1847
    - Триба: Phileurini Burmeister, 1847
      - Подтриба: Phileurina Burmeister, 1847
      - Подтриба: Cryptodina Burmeister & Schaum, 1840

  - Подсемейство: Бронзовки (Cetoniinae) Leach, 1815
    - Триба: Коротконадкрылые пестряки (Valgini) Mulsant, 1842
      - Подтриба: Microvalgina Kolbe, 1904
      - Подтриба: Valgina Mulsant, 1842

=Acanthovalgina Kolbe, 1904 =Cosmovalgina Kolbe, 1904 =Dasyvalgina Kolbe, 1904 =Ischnovalgina Kolbe, 1904 =Sphinctovalgina Kolbe, 1904
- -     - Триба: Восковики и пестряки (Trichiini) Fleming, 1821
      - Подтриба: Cryptodontina Lacordaire, 1856
      - Подтриба: Platygeniina Krikken, 1984
      - Подтриба: Trichiina Fleming, 1821

=Elpidina Peringuey, 1907 =Myodermina Peringuey, 1907
- -     -       - Подтриба: Incaina Burmeister, 1842
      - Подтриба: Osmodermatina Schenkling, 1922
      - Триба: Cremastocheilini Burmeister & Schaum, 1841
      - Подтриба: Spilophorina Krikken, 1984
      - Подтриба: Macromina Burmeister & Schaum, 1840
      - Подтриба: Trogodina Krikken, 1984
      - Подтриба: Nyassinina Krikken, 1984
      - Подтриба: Heterogeniina Krikken, 1984
      - Подтриба: Aspilina Krikken, 1984
      - Подтриба: Coenochilina Burmeister, 1842
      - Подтриба: Cymophorina Krikken, 1984
      - Подтриба: Trichoplina Krikken, 1984
      - Подтриба: Oplostomatina Krikken, 1984
      - Подтриба: Telochilina Krikken, 1984
      - Подтриба: Genuchina Krikken, 19
      - Подтриба: Pilinurgina Krikken, 1984
      - Подтриба: Goliathopsidina Krikken, 1984
      - Подтриба: Cremastocheilina Burmeister & Schaum, 1841
      - Подтриба: Lissogeniina Krikken, 1984

    - Триба: Xiphoscelidini Burmeister, 1842
    - Триба: Stenotarsiini Kraatz, 1880
      - Подтриба: Coptomiina Schenkling, 1921
      - Подтриба: Anochiliina Krikken, 1984
      - Подтриба: Pantoliina Krikken, 1984
      - Подтриба: Stenotarsiina Kraatz, 1880
      - Подтриба: Euchroeina Paulian & Descarpentries, 1982
      - Подтриба: Doryscelina Krikken, 1984
      - Подтриба: Parachiliina Krikken, 1984
      - Подтриба: Heterophanina Schoch, 1894
      - Подтриба: Chromoptiliina Krikken, 1984
      - Подтриба: Heterosomatina Krikken, 1984

    - Триба: Schizorhinini Burmeister, 1842
      - Подтриба: Schizorhinina Burmeister, 1842

=Diaphoniina Kraatz, 1880 =Eupoecilina Kraatz, 1880 =Hemipharina Kraatz, 1880
- -     -       - Подтриба: Lomapterina Burmeister, 1842

=Macronotina Burmeister, 1842
- -     - Триба: Goliathini Griffith & Pidgeon, 1832
      - Подтриба: Goliathina Griffith & Pidgeon, 1832

=Hypselogeniina Schoch, 1894
- -     -       - Подтриба: Dicronocephalina Krikken, 1984
      - Подтриба: Ichnestomatina Burmeister, 1842
      - Подтриба: Coryphocerina Burmeister, 1842

=Heterorhinina Kraatz, 1880 =Ceratorhinina Kraatz, 1880 =Bothrorrhinina Schoch, 1894 =Gnathocerina Schoch, 1894 =Ischnoscelina Schoch, 1894 =Coelorrhinina Schoch, 1895 =Rhomborhinina Schoch, 1894 =Tmesorrhinina Schoch, 1894 =Mecynorhinina Schenkling, 1921 =Stephanorrhinina Schenkling, 1921
- -     - Триба: Cetoniini Leach, 1815
      - Подтриба: Cetoniina Leach, 1815

=Elaphinina Schoch, 1894 =Glycyphanina Schoch, 1894 =Pachnodina Peringuey, 1907 =Tephraeina Schenkling, 1921
- -     -       - Подтриба: Euphoriina Schoch, 1894
      - Подтриба: Leucocelina Kraatz, 1882

    - Триба: Gymnetini Kirby, 1827
      - Подтриба: Gymnetina Kirby, 1827

=Clinteriina Kraatz, 1882 =Stethodesmatina Schoch, 1894
- -     -       - Подтриба: Blaesiina Schoch, 1895

    - Триба: Diplognathini Burmeister, 1842

= Porphyronotini Peringuey, 1907
- -     - Триба: Phaedimini Schoch, 1894
    - Триба: Taenioderini Miksic, 1976
      - Подтриба: Taenioderina Miksic, 1976
      - Подтриба: Chalcotheina Miksic, 1976
- Семейство †Paralucanidae